# Алексий (Орлов, Алексей Степанович)
Архиепископ Алекси́й (в миру Алексе́й Степа́нович Орло́в; 8 [20] февраля 1862, Самара — 4 сентября 1937, Лисья балка) — епископ Русской православной церкви, архиепископ Омский.
Причислен к лику святых Русской православной церкви в 2000 году.

## Биография

### Ранние годы
Алексий Орлов родился 8 (20) февраля 1862 года в семье псаломщика в городе Самаре Самарского уезда Самарской губернии (ныне город входит в городской округ Самара Самарской области).
В 1876 году окончил Самарское духовное училище. В 1882 году окончил Самарскую духовную семинарию. В 1886 году окончил Санкт-Петербургскую духовную академию со степенью кандидата богословия.
1 (13) августа 1886 года назначен преподавателем Самарского епархиального женского училища.

### Священническое служение
23 апреля (5 мая) 1893 года рукоположён в сан священника, с возложением набедренника и назначен к Успенской церкви города Самары. 28 августа (9 сентября) 1893 года награждён бархатной фиолетовой скуфьёй.
16 (28) августа 1895 года возведён в сан иерея. 19 (31) августа 1895 года назначен законоучителем 1-й Самарской женской гимназии. 2 (14) июля 1896 года назначен настоятелем Успенской церкви Самары.
9 (21) апреля 1898 года был награждён камилавкой. 24 апреля (7 мая) 1902 года награждён наперсным крестом, от Святейшего Синода выдаваемым. 7 (20) апреля 1905 года возведён в сан протоиерея.
24 июля (6 августа) 1911 года назначен настоятелем Казанского собора города Самары. Одновременно с 7 (20) августа 1911 года был заведующим и законоучитель Федоровской церковно-приходской школы. Был цензором журнала «Самарские епархиальные ведомости».
В 1919 году овдовел. В 1922 году уклонился в обновленчество. В 1923 году писал Патриарху Тихону: «Еще в октябре 1922 г. Преосвященным Анатолием выдвигался на должность викария — но предложение это принимал с условием — не давать монашеских обетов, так как имел неустроенных детей».

### Епископское служение
21 мая (3 июня) 1923 года в Храме Христа Спасителя в Москве иерархами был рукоположён в епископа Бугурусланского, викария Самарской обновленческой епархии. Хиротонию совершили: митрополит Белорусский Мелхиседек (Паевский), архиепископ Туркестанский Иннокентий (Пустынский) и епископ Усть-Медведицкий, б. Царицынский, Модест (Никитин).
Патриарх Тихон в резолюции от 11 августа 1923 года писал: «Епископ Алексей предположен был к посвящению во епископы двумя православными самарскими епископами Анатолием и Павлом и рукоположён был епископами, не имевшими, по их заявлению, в то время духовного общения с самозваным церковным управлением, а потому епископ Алексей принимается в церковное общение в сане епископа, но так как он пред рукоположением не был облечен в рясофор, то при первом служении Святейший Патриарх благословит ему надеть мантию, клобук и чётки» и назначил его епископом Бугурусланским, викарием Самарской епархии.
18 сентября 1923 года ГПУ задержало епископа самарского Анатолия, а 19 сентября епископа Бузулукского Павла; 22 сентября задержаны кафедральный протоиерей Ксенофонт Арханегельский, 3 протоиерея г. Самары — Иоанн Колесников, Александр Бечин и Аркадий Ключарев, священник Иоанн Голубев «Ильинский» и псаломщик Василий Клименко. В связи с этим епископ Алексий принял управление епархией по благословению епископа Анатолия.
В конце 1923 года присоединился к обновленческому движению, был назначен обновленцами епископом Бугурусланским, с правом временного управления Самарской епархией. В письме Патриарху Тихону мирянина С. Маслова: сообщалось, что епископы Анатолий и Павел с несколькими священниками уже 3,5 мес. находится в заключении. «Оставшийся епископ Алексий уехал в Бугуруслан и дела Епархиального Управления сдал живоцерковникам. Епископ Павел — живет в Мелекесе и к епархии отношения не имеет». <…> Священники <…>, «правящие живоцерковным ЕУ, безобразят». «Духовенство поддержать некому — епископа нет… Просим воздействовать на Алексия, чтобы он жил в Самаре, а если он не может, то хотя бы Павел. Оба они слабые духом. Ошибка была в назначении сюда Алексия епископом, где он потерял популярность, ещё будучи живоцерковником». Патриарх Тихон наложил резолюцию от 9 января 1924 года: «предложить Алексию Бугурусланскому или поселиться в Самаре, или чаще там бывать для управления».
В июне 1924 года был участником обновленческого Всероссийского предсоборного совещания.
В 1924 году всенародно, в Самарском кафедральном соборе, принёс покаяние за уклонение в обновленчество и был снова принят в общение Русской православной церковью в сущем сане.
В том же году назначен епископом Курганским, викарием Тобольской епархии.
16 сентября 1927 года назначен епископом Малмыжским, викарием Сарапульской епархии.
Прибыл в Астрахань в сентябре 1930 года, временно управлял епархией до февраля 1931 года. Был скромным, обаятельным человеком и за это пользовался любовью верующих. В обхождении был очень прост, вёл аскетический образ жизни, ежедневно служил в храме. Был человеком глубокой веры, молитвенником. 11 февраля 1931 года назначен епископом Енотаевским, викарием Астраханской епархии.
В апреле 1931 года был выслан из Астрахани. Объяснял свою высылку так: «Как-то я купил стопу почтовой бумаги, каждый лист которой был украшен жирной типографической печатью: „Религия — орудие угнетения трудящихся масс“. Этот лозунг я искусно переделал, и у меня получилось: „Религия — орудие утешения трудящихся масс“. В такой переделке бумага и защеголяла по свету, в моей деловой корреспонденции. Кому—то показалось это вольностью, и я оказался в Сызрани».
5 июня того же назначен епископом Сызранским, викарием Самарской епархии. Почти сразу же был выслан в Сибирь.
24 августа того же года назначен епископом Омским.
4 апреля 1933 года был возведён в сан архиепископа.

### Ссылка в Среднюю Азию
24 апреля 1935 года был арестован. Обвинён в руководстве контрреволюционной пораженческой группой духовенства Тихоновской ориентации; распространении провокационных слухов о скорой предстоящей войне Японии с СССР и неизбежности гибели Сов. власти, потому что в случае войны Красная Армия восстанет; обработке верующих в пользу Японии, доказывая, что она является защитницей христианства.
25 октября 1935 года осуждён по ст.58-10, 58-11 УК РСФСР за «участие в контрреволюционной группе» и приговорён к пяти годам ссылки в Казахстан. 23 декабря 1936 года прибыл в город Мирзоян (ныне Тараз). Там помогал организовывать принадлежавшую к Патриаршей Церкви общину, составлял списки её членов, писал заявления в райисполком и давал советы по регистрации общины. Несмотря на запреты властей, по просьбам верующих совершал требы.

### Последний арест и мученическая кончина
15 мая 1937 года был арестован Мирзоянским РО НКВД по обвинению в участии в «контрреволюционной организации церковников» и заключён в тюрьму города Мирзоян. Своей вины не признал и показаний на других не дал.
26 августа 1937 года тройкой при УНКВД по Южно-Казахстанской области был осужден по ст.58-10, 58-11 УК РСФСР за «антисоветскую деятельность, организацию нелегальных церковных общин, a/с агитацию» и приговорён к расстрелу. 4 сентября 1937 года был расстрелян у Лисьей балки близ города Чимкента Южно-Казахстанской области Казахской ССР (ныне Лисья балка находится в Каратауском районе города республиканского значения Шымкент Республики Казахстан).
5 июля 1958 года Президиумом Южно-Казахстанского областного суда был реабилитирован по приговору 1937 года. 22 июня 1989 года Прокуратурой Омской области был реабилитирован по приговору 1935 года.
На Архиерейском Соборе Русской православной церкви в августе 2000 года был причислен к лику святых как священномученик. Мощи священномученика Алексия (Орлова), архиепископа Омского пребывают в безвестной могиле у Лисьей Балки.

### Семья
Был женат. В семье родились дочери: Евгения (род. 1895), Лидия, Людмила и Татьяна, сын Григорий.